# Panzerkampfwagen E-100
Panzerkampfwagen E-100 (Gerat 383) (TG-01) je bio njemački super teški tenk projektiran tijekom Drugog svjetskog rata.
Osnovne nacrte naručio je Waffenamt kao usporedni razvitak s Porscheovim tenkom Mauseom lipnja 1943. godine. Bio je teži od svih tadašnjih tenkova i trebao je standardizirati što je više dijelova moguće, radi lakše i jeftinije proizvodnje. Nakon 1944. razvoj je nastavljen sporim tempom dok na kraju nije zaustavljen u korist Mausa. Prvi prototip nikada nije dovršen, a olupinu su našli saveznici u tvornici 1945. godine.
Prototip je bio težak oko 140 tona i pokretao ga je Maybachov motor V-12 HL230 snage 700 KS (522 kW). U kupolu je trebao biti ugrađen 150 mm-ski top KwK44 L/38 ili 170 mm-ski top Kwk44, ali nikad se nije odlučilo za koju se inačicu opredijeliti.